# Xã Mariposa, Quận Jasper, Iowa
Xã Mariposa (tiếng Anh: Mariposa Township) là một xã thuộc quận Jasper, tiểu bang Iowa, Hoa Kỳ. Năm 2010, dân số của xã này là 252 người.